# Megajoppa rubrocyanea
Megajoppa rubrocyanea är en stekelart som först beskrevs av Heinrich 1930.  Megajoppa rubrocyanea ingår i släktet Megajoppa och familjen brokparasitsteklar. Inga underarter finns listade i Catalogue of Life.